# Dunderberg Mill
Dunderberg Mill è una città fantasma nella Contea di Mono in California. Si trova sul torrente Dunderberg, 10.5 miglia (17 km) a sud di Bridgeport ad un'altitudine di 8609 piedi, pari a 2624 m.
Due sono le versioni sull'origine del nome della città. La Città potrebbe aver preso il nome dalla nave da guerra USS Dunderberg, oppure dalla vicina miniera Dunderberg Mine.